# Beltrum
Beltrum is een dorp in de Nederlandse gemeente Berkelland (provincie Gelderland). Het is gelegen in de landstreek de Achterhoek.
Beltrum is tevens een voormalige gemeente, die bestond uit het in het midden van de 19e eeuw in de buurschap ontstane dorp en de buurtschappen Lintvelde, Avest en Zwolle (Gelderland). Op 13 april 1819 werd Beltrum bij de gemeente Eibergen gevoegd. Sinds 1 januari 2005 behoren dorp en buurtschap tot de gemeente Berkelland.

## Geschiedenis
De geschiedenis van Beltrum (een verbastering van Belteren of Velteren) als zelfstandige eenheid begint in 1236. Toen verkocht een jonker van Borculo, die mogelijk in geldnood verkeerde, de villa Groenlo en een gebied eromheen aan de graaf van Zutphen. De latere stad Groenlo was vanaf dat moment een enclave in Borculoos gebied. De Groenlose burgerij en instellingen, zoals het gasthuis en de kerk hadden bezittingen in Beltrum. Tot de "geestelijke" goederen behoorden onder meer de erven Schurink en Gunnewijk. Tot de voogdij Beltrum behoorden in de 17e eeuw de buurschappen Beltrum, Lintvelde, Avest en Zwolle. De marken van Beltrum en Lintvelde hadden ook enige rechten in de mark van Zieuwent en Ruurlo, toentertijd ook wel het Heerenbroek genoemd.

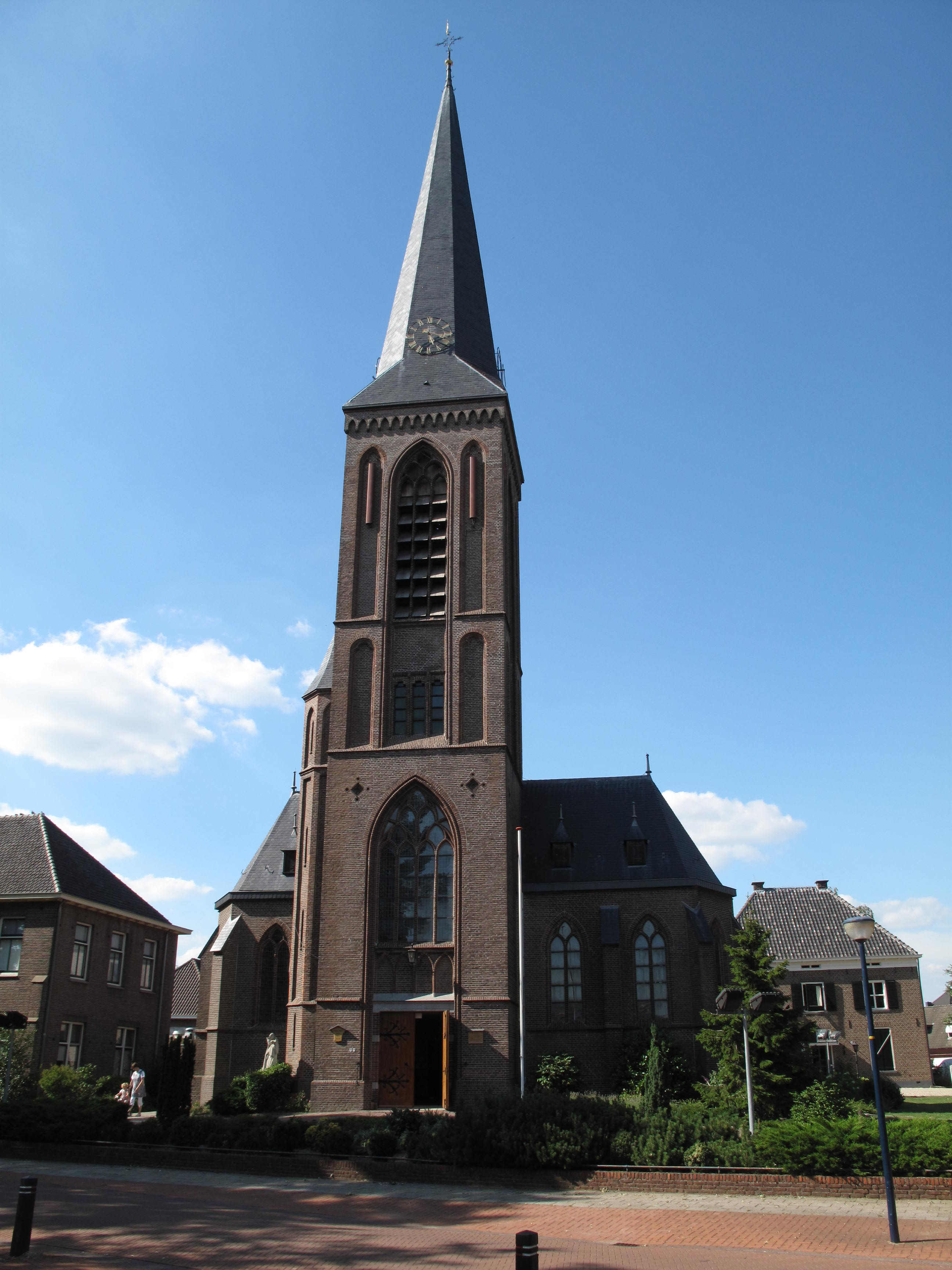
Beltrum, kerk: Onze Lieve Vrouw ten Hemelopneming

Bij de volkstelling in 1748 werden in Beltrum 223 gezinnen geteld, waarvan 122 in de buurschap Beltrum, veertig in Lintvelde, vierendertig in Avest en zevenentwintig in Zwolle. Uitgaande van een aantal van 5 personen per gezin werd de totale bevolking geschat op 1115 personen. In 1811 telde de gemeente Beltrum 1724 inwoners.
Tussen 1740 en 1770 nam het aantal nieuwe vestigingen fors toe, met name in de buurtschap Beltrum, waar men in het laatstgenoemde jaar 140 gezinnen telde. Het verpondingskohier uit de 17e eeuw biedt voor de buurtschap Beltrum: 28 gewaarde erven, 22 halve erven en 34 katersteden. In 1817 telde de kadastrale gemeente Beltrum (inclusief Zwolle) 266 huizen (waarvan in de buurschap Beltrum 149). De kadasternummering begon bij Bouwhuis of Spilman in Avest.
In 1795 werd Beltrum een zelfstandige gemeente met een zwak financieel draagvlak. De gemeente nam een aantal taken van de vroegere voogdij over, waaronder het onderhoud van wegen. Uit de boedel van de mark en de kerk kwam de zorg voor het onderwijs. De mark zelf bleef verantwoordelijk voor het bestuur van en toezicht op de gemeenschappelijke gronden. Bij koninklijk besluit van 17 februari 1819 werd Beltrum bij de gemeente Eibergen gevoegd, na onenigheid met burgemeester J.B.A. Batenburg van Beltrum en de Gedeputeerde Staten. Rechterlijk gezien behoorde de gemeente al tot het kanton (Vredegerecht) Eibergen sinds 1811. Hierdoor ontstond er een onderscheid naar mentaliteit en oriëntatie - die van het katholieke en stadse Groenlo en het hervormde Eibergen.
Dat Beltrum niet bij Groenlo werd gevoegd werd mede veroorzaakt door het feit dat de oude Gelderse steden na het herstel van de onafhankelijkheid in 1813 een bijzondere positie kregen binnen de provincie die herinnerde aan de periode van ridderschap en steden tot 1795. Daardoor werden ook de oude stads- of gemeentegrenzen gehandhaafd. Pas de fusie van de gemeenten Groenlo en Lichtenvoorde en delen van de gemeente Eibergen, waaronder Zwolle, delen van Avest en Voor-Beltrum in de nieuwe gemeente Oost Gelre, betekende voor deze buurschappen het einde van de in 1236 ontstane scheiding tussen de stad en het kerspel Groenlo.
Beltrum werd getroffen tijdens de stormramp van 1927, er lagen ongeveer twintig boerderijen in de baan van de tornado met grote schade als gevolg.

## Evenementen
De jaarlijkse kermis vindt plaats in het eerste weekend van september. Tegelijkertijd is er ook het Beltrumse bloemencorso dat bezoekers uit heel Nederland trekt. Het corso bestaat uit negen wagens, gemaakt door negen verschillende bouwgroepen. Het feestweekend wordt sinds 2012 Festunique genoemd en is een combinatie van kermis, corso, muzikale acts en straattheater.
De survivalrun die begin januari gehouden wordt is met jaarlijks meer dan 1000 inschrijvingen een van de grootste eendaagse survivalwedstrijden van Nederland. Ook geldt het als een van de zwaarste.
Andere jaarlijkse evenementen zijn Koningsdag Beltrum op het dorpsplein, het Pigpop festival en de Beachparty.

## Economie
In Beltrum is de grootste klompenmaker van Europa gevestigd.

## Geboren in Beltrum
- Willem Terhorst (1949), bekend als Wimken van Diene basgitarist in de Nederlandse rockgroep Normaal